# Lovorje
Lovorje falu Horvátországban, Dubrovnik-Neretva megyében. Közigazgatásilag Slivno községhez tartozik.

## Fekvése
Makarskától légvonalban 54, közúton 73 km-re délkeletre, Pločétől légvonalban 11, közúton 21 km-re délkeletre, községközpontjától légvonalban 2, közúton 7 km-re délre Neretva völgyének alsó részén, a folyó deltavidékén fekszik.

## Története
A magasabban fekvő területek már ősidők óta lakottak voltak, melyet az itt található illír vármaradványok és halomsírok is bizonyítanak. A rómaiak településének maradványait, sírokat, sírköveket és egyéb tárgyakat tártak fel a település területén. Néhány szakember Lovorjét az ókori forrásokban is szereplő "Laureatae" településsel és erődjével azonosítja. A horvátok őseinek érkezése után a 8. századtól ez a terület a Ston székhelyű zahumi kenézséghez tartozott. Területe már 1490 előtt török uralom alá került és a török uralom több mint kétszáz évig tartott.
A török alóli felszabadítás után két hullámban a szomszédos Hercegovinából érkezett horvát ajkú lakosság telepedett itt le. Az első telepesek már 1686-ban megérkeztek és legelőször Opuzen környékét népesítették be. Slivno felszabadítása után népesültek be a slivnoi falvak. A második nagyobb hullám az ún. kis háború (1714-1718) idején érkezett. Már rögtön a felszabadulás után 1689-ben megalapították a slivno ravnoi plébániát. A velencei uralomnak 1797-ben vége szakadt és osztrák csapatok vonultak be Dalmáciába. 1806-ban az osztrákokat legyőző franciák uralma alá került, de Napóleon lipcsei veresége után 1813-ban újra az osztrákoké lett. A településnek 1890-ben 18, 1910-ben 32 lakosa volt. 1918-ban az új szerb-horvát-szlovén állam, majd később Jugoszlávia része lett. A második világháború idején a Független Horvát Állam része volt.
A háború után a szocialista Jugoszlávia része lett. A háborút követően megindult a Neretva deltavidékének meliorációja, mely még ma sem fejeződött be teljesen. A mocsártól visszahódított területen intenzív mezőgazdasági művelés folyik, főként mandarin, szőlő, füge és olajfaültetvények találhatók. A Kis-Neretva és a tengerpart mentén több új település is létrejött, miközben a régi, magasabban fekvő települések kiürültek. A településnek 2011-ben 67 lakosa volt, akik főként a mezőgazdaságból éltek.

## Népesség
| Lakosság változása | Lakosság változása | Lakosság változása | Lakosság változása | Lakosság változása | Lakosság változása | Lakosság változása | Lakosság változása | Lakosság változása | Lakosság változása | Lakosság változása | Lakosság változása | Lakosság változása | Lakosság változása | Lakosság változása | Lakosság változása |
| ------------------ | ------------------ | ------------------ | ------------------ | ------------------ | ------------------ | ------------------ | ------------------ | ------------------ | ------------------ | ------------------ | ------------------ | ------------------ | ------------------ | ------------------ | ------------------ |
| 1857               | 1869               | 1880               | 1890               | 1900               | 1910               | 1921               | 1931               | 1948               | 1953               | 1961               | 1971               | 1981               | 1991               | 2001               | 2011               |
| 0                  | 0                  | 18                 | 0                  | 31                 | 32                 | 0                  | 0                  | 86                 | 105                | 138                | 53                 | 0                  | 84                 | 66                 | 67                 |

(1857 és 1880 között, 1900-ban, 1921-ben, 1931-ben és 1981-ben lakosságát Slivno Ravnohoz számították. Az 1991-es adat Pižinovac lakosságával együtt értendő.)

## Gazdaság
A település gazdaságának alapját a mezőgazdaság adja. A II. világháborút követő vízrendezési munkák során nagy területeket hódítottak el a Neretva deltavidékét elfoglaló mocsártól, ahol intenzív mezőgazdasági termelés indult meg. Ezen a területen ma kiterjedt mandarin, szőlő, füge és olajfaültetvények találhatók.